# ショートバレルライフル
ショートバレルライフル（英語: Short Barreled Rifle、略称: SBR）は、アメリカ合衆国における銃器の区分で、ライフルであること、バレル長が16インチ未満であること、または銃の全長が26インチ未満であることの特徴を満たした小火器の事を指す。
多くの州において民間人のSBRの所持は合法だが、米国市民権を保有しているのを前提として申請手続きを踏む必要があり、平均して10ヶ月近い期間を要する厳格なバックグラウンドチェックと200ドルの税金が必要となる。
このため、近年では民間人もSBRを申請無しで合法的に所持できるようなカスタムが増加している。
以下に代表的なものをふたつ挙げる。
- AR-Pistol
- Pistol Brace

前者は、片手で射撃･保持可能という建前に合わせるよう、バレル16インチ未満ないし本体26インチ未満のSBRからストックを取り外したものを指し、メーカーによる製造・販売もされている。
一方で後者はストック型をしたパーツだが、建前上ストックではなく、後端部に取り付けられた伸縮性のあるマジックテープで腕部とPistol Brace本体を固定し、片手でも安定して射撃をする事が出来るように製作･設計された射撃補助具である。このPistol Blaceの多くは本来の用途では無く、ストックとして使用されており、日本では「脱法ストック」との俗称もある。
ATF（アルコール・タバコ・火器及び爆発物取締局）は「個人がそれをどのように使用するのかは関係なく、そのPistol Braceがどのように意図して設計、製作されたのかが重要。」との見解を示しておりPistol Braceをストックとして使用する事は黙認されていた。
しかし、数か月ATFの会長が代わり「Pistol Brace を本来の使い方で使用すればAR-Pistol から他のカテゴリーに代わることはないし所持を禁止することはないが、肩にあてて使用するなら、それはSBRを組んでいるのと同じ」との新たな見解を示し、多くのPistol Blaceユーザーから批判を受けた。しかしながら、GCA（Gun Control Act・1968年銃規制法）や NFA（National Firearms Act of 1934・1934年連邦火器法）では、その製品がどのように意図して作られたかを重視すると明記されており、ユーザーの使用方法には一切干渉していなかったため、ATFは取り締まりをそこまで強化しなかった。
ただ、最近では規制を開始し、流通量を減らしたり、今後似たような製品が出ないように働きかけているそうだ。